# أوجيني روغجيناث
أوجيني روغجيناث هو سياسي كوراساوي، يشغل حاليا منصب رئيس وزراء كوراساو.